# Junkers
|  | Aquest article tracta sobre l'empresa fabricant d'avions. Si cerqueu la noblesa alemanya, vegeu «junker». |

Junkers Flugzeug-und Motorenwerke AG (MFC), més comunament Junkers, és un important fabricant d'avions alemany. Produí alguns dels avions més innovadors i més coneguts del món en el transcurs dels seus anys d'història. Es va fundar a Dessau, Alemanya, el 1895 per Hugo Junkers, fabricant inicialment calderes i radiadors. Durant la Primera Guerra Mundial, i després de la guerra, la companyia es va fer famosa pels seus pioners avions de metall. Durant la Segona Guerra Mundial, la companyia va produir alguns dels avions de la Luftwaffe més reeixits, així com motors d'avions de pistó i jet, encara que en absència del seu fundador, que per llavors havia estat eliminat pels nazis.

## Models[1]
- Junkers J.1 (1917)
- Junkers J.2 (1917)
- Junkers J.7 (1917)
- Junkers D.I (1917)
- Junkers J.8 (1918)
- Junkers CL.1 (1918)
- Junkers F.13 (1919)
- Junkers H.22 (1923)
- Junkers R02 (1923)
- Junkers G 24 (1924)
- Junkers R53 (1926)
- Junkers G.31 (1926)
- Junkers W33 (1926)
- Junkers W34 (1926)
- Junkers R42 (1927)
- Junkers G.38 (1929)
- Junkers K47 (1929)
- Junkers Ju-52 (1930)
- Junkers Ju-46 (1932)
- Junkers Ju-60 (1932)
- Junkers Ju 86 (1934)
- Junkers Ju 87 Stuka (1935)
- Junkers EF 61 (1936)
- Junkers Ju 88 (1936)
- Junkers Ju 89 (1936)
- Junkers Ju 90 (1937)
- Junkers Ju 187
- Junkers Ju 188/388 (1940)
- Junkers Ju 252 (1941)
- Junkers Ju 288/488 (1941)
- Junkers Ju 290 (1941)
- Junkers Ju 322 Mammut (1941)
- Junkers Ju 352 Herkules (1943)
- Junkers EF 126 Elli
- Junkers EF 128
- Junkers EF 130
- Junkers EF 132 (1942)
- Junkers Ju-390 (1943)
- Junkers Ju-248 (1944)
- Junkers Ju-287 (1944)